# Рихтер, Джеффри
Джеффри Рихтер (англ. Jeffrey Richter) — компьютерный специалист, автор наиболее продаваемых книг в области Win32 и .NET. Рихтер — соучредитель компании Wintellect, которая обучает ИТ-специалистов и консультирует фирмы в области создания ПО.
За годы работы Рихтер консультировал Intel, DreamWorks и Microsoft. Рихтер внёс вклад в следующие проекты: Windows NT 32 и 64, Visual Studio .NET, Microsoft Office, TerraServer, .NET Framework, Windows Vista. Джеффри Рихтер — автор колонки .NET в журнале MSDN.
Рихтер — член Международного Братства Фокусников. Он играет на ударных и клавишных. Любит джаз и новые технологии. Женат на Кристин, с которой растит сыновей Адэна и Гранта. .

## Частное мнение
Монография Джеффри Рихтера «Windows для профессионалов» — один из лучших (а, может быть, и самый лучший) учебник по программированию, настольная книга многих Windows-разработчиков (в том числе и меня). Это самое полное, проработанное и систематизированное описание Win32 API, написанное живым, легко доступным языком — без излишнего занудства и воды.Крис Касперски